# 732
732 (DCCXXXII) var ett skottår som började en tisdag i den julianska kalendern.

## Händelser

### Oktober
- 10 oktober – Karl Martell besegrar Abd ar-Rahman ibn Abd Allah i slaget vid Poitiers.

### Okänt datum
- Bonifatius upphöjes till ärkebiskop av påven Gregorius III.
- Kungariket Medang bildas på Java av Sri Sanjaya.

## Födda
- Xiao Fu, kinesisk kansler.

## Avlidna
- 10 oktober – Abd ar-Rahman ibn Abd Allah, arabisk fältherre.